# Деконструкција
Деконструкција je филозофска доктрина која анализом и критиком води ка разоткривању разлика између структуре и основе значења субјекта. 
Деконструкција се јавља у многим научним дисциплинама а првенствено у лингвистици, књижевности, архитектури и уметности. Најпре се појављује у пручавању књижевности шездесетих година двадесетог века, када француски филозоф Жак Дерида, својим анализама западних филозофа показује како се књижевно дело не може посматрати само као дело једног писца него као резултат конфликата унутар једне културне средине или мишљења. Деконструкционистичка дела у свом облику приказују више мишљења и значења у једном тренутку која су често у узајамном конфликту и супротности. При упоређивању деконструкционистичког и традиционалног дела могу се приметити и открити која мишљења и супротности су били игнорисани у делу насталом традиционалном методом стварања.
Основна особина деконструкције је да у својој анализи упоређује бинарне супротности (нпр. мушкост и женскост, хомосексуалност и хетеросексуалност) и да уместо описивања њихове строге категоризације прикаже колико су такве супротности у ствари измешане и колико је немогуће да се у потпуности раздвоје. Циљ је да се прикаже да категорије и категоризације не постоје у апсолутним и строгим значењима.
Деконструкција је контроверзна доктрина у академском свету док се у јавности често употребљава као пример колико су академци и интелектуалци неупућени у животне стварности. Без обзира на то деконструкција је изузетно моћна доктрина у филозофији, књижевности и архитектури као систем за стварање критике и теорије.